# Etelköz
- Proto-finno-ougriens
- Proto-ougriens
- Magna Hungaria
- Levédia

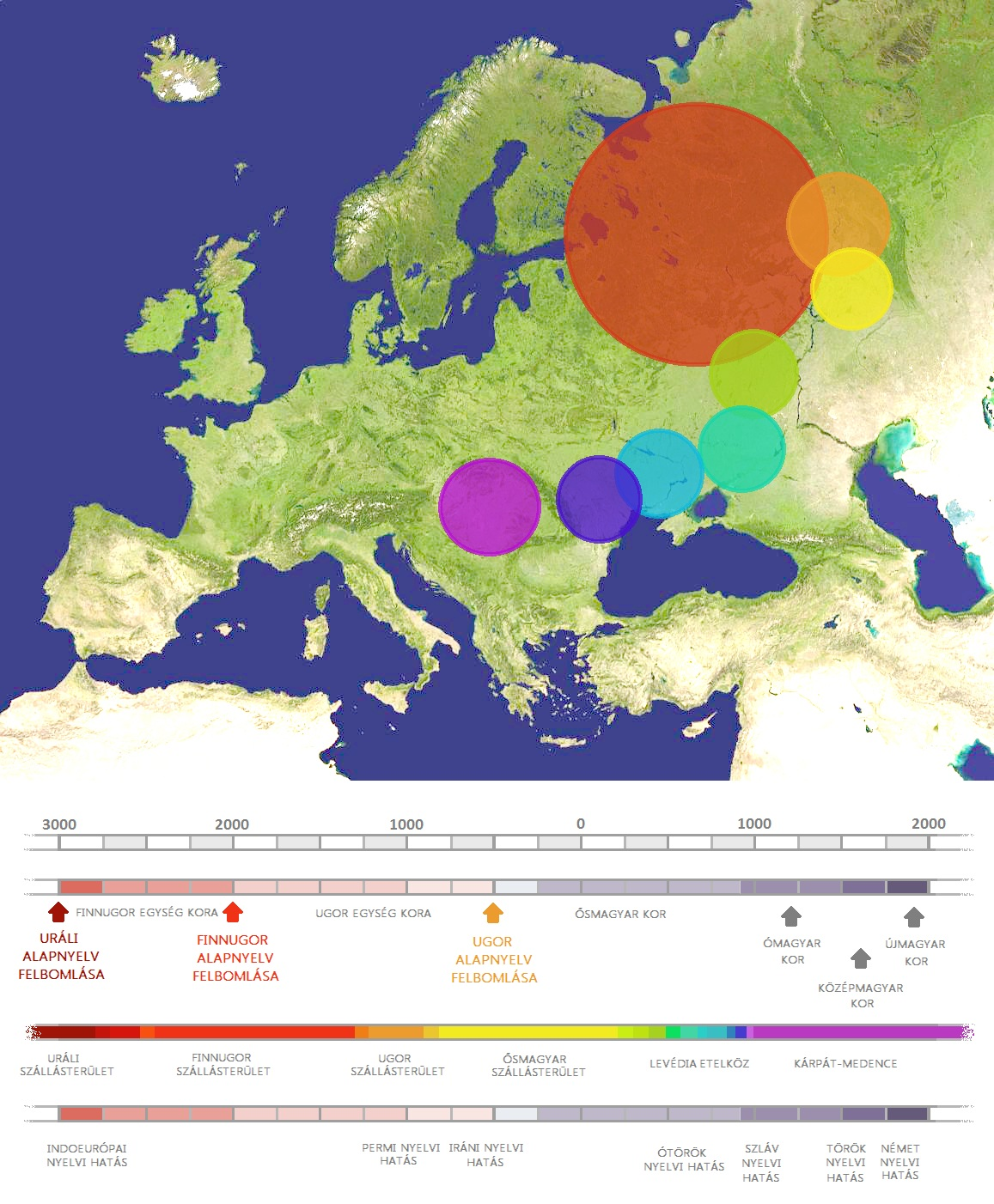
La migration des Hongrois :
Proto-finno-ougriens
Proto-ougriens
Magna Hungaria
Etelköz
Bassin des Carpates

Le nom Etelköz (/ˈɛtɛlkøz/), plus rarement Étel, désigne un territoire situé au nord de la mer Noire, habité aux VIIIe et IXe siècles par les tribus magyares, à cheval sur les régions historiques de Moldavie, de l'Yedisan et de la Tauride, aujourd'hui en Roumanie, Moldavie et Ukraine. Sans doute poussées par les Bulgares de la Volga et les Petchénègues, ces tribus migrent ensuite en direction de la Plaine de Pannonie, traversant les Carpates, notamment par le col de Verets (en hongrois : Vereckei-hágó, en ukrainien Veretski-pereval). Quelques Magyars restent cependant en Moldavie occidentale, à l'Est des Carpates : ce seraient les ancêtres des Csángós.

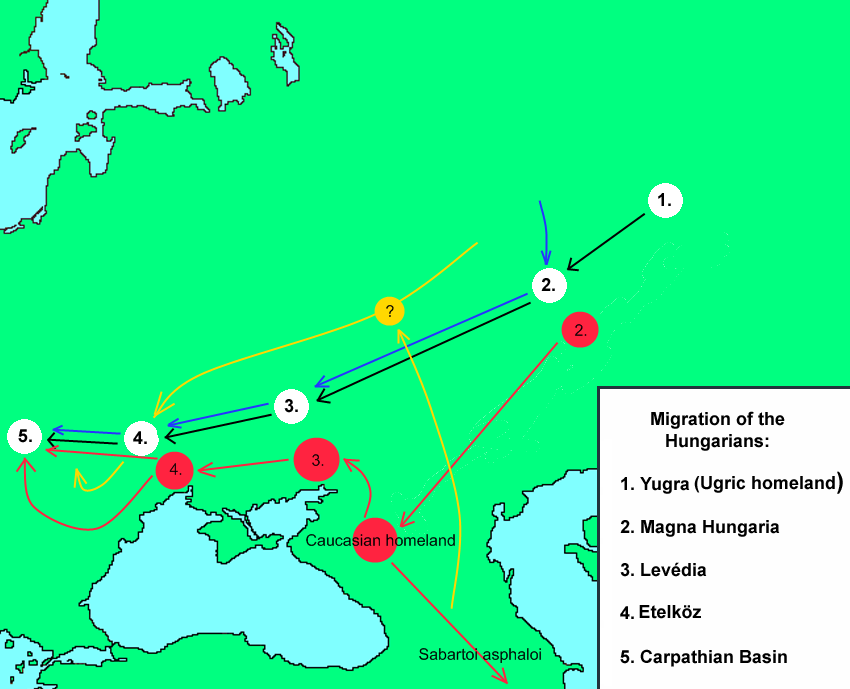
Autre figuration
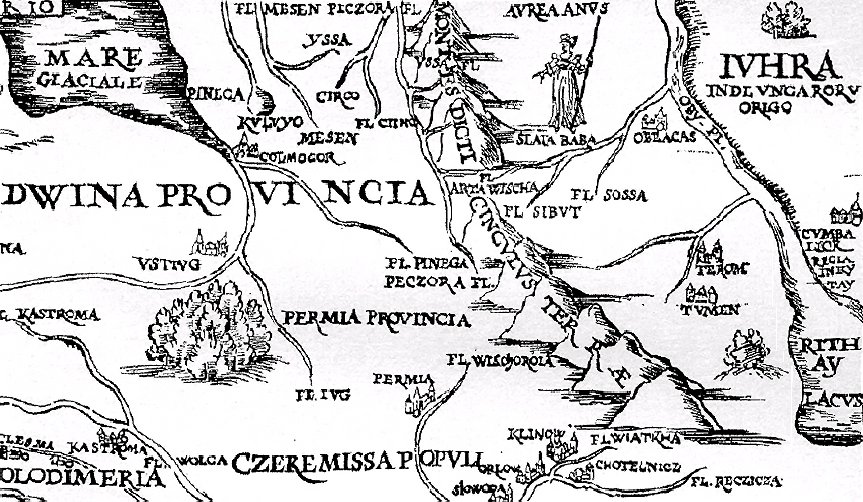
Yugra (en) (en haut à droite), actuel territoire autonome des Khantys-Mansis

## Sources
1. ↑  Mózes Rubinyi cité par Robin Baker, « On the Origin of the Moldavian Csángós », in : The Slavonic and East European Review, vol. 75, n° 4, University College London 1997, p. 661.